# Procek z Kunštátu a Opatovic
Procek z Kunštátu a Opatovic († v roce 1478 či 1479) byl významný moravský šlechtic z líšnické větve rodu pánů z Kunštátu.

## Život
První písemná zmínka o Prockovi pochází z roku 1434, kdy zdědil statky po svém právě zemřelém otci Bočkovi z Kunštátu a Opatovic. Jeho rodovým sídlem byly Velké Opatovice. 
Procek byl spojencem rakouského vévody Albrechta a bojoval na jeho straně i proti svým vzdáleným příbuzným z kunštátského rodu. Roku 1446 získal Procek hrad Boskovice, po kterém se též psal. 
Pohyboval se ve vysoké politice a stal se přívržencem Jiřího z Poděbrad a Ladislava Pohrobka. Roku 1453 se Procek stal hejtmanem slezského města Lehnice, kde se však roku 1454 situace vyhrotila a Procek se při vzpouře zachránil útěkem. V říjnu roku 1454 obdržel od krále Ladislava Pohrobka za dobré služby dům v Praze na Starém Městě. V darovacích listinách je uveden jako královský komorník a rada. Zároveň mu král doživotně zastavil Jevíčko a dovolil mu v držených královských městech Litovli a Jevíčku postavit hrady. Procek též získal lukrativní titul olomouckého komorníka. Roku 1460 získal městečko Blansko s pustým hradem a několika vesnicemi. Roku 1464 mu král vložil dědictví po Heraltovi z Kunštátu a Líšnice – Líšnici, Kunštát a díl Bolelouce. Rozhodnutím zemského soudu získal i polovinu panství Světlov. Procek tak soustředil do svých rukou značnou část moravských statků rodu Kunštátů. Poté však zprávy o něm chybí, což byl zřejmě důsledek probíhajících česko-uherských válek. Teprve roku 1475 se připomíná jako účastník obnoveného zasedání zemského soudu v Brně.
Protože byl bezdětný, vzal roku 1476 v pravý spolek svého bratrance Jana Heralta na většinu svých statků, což umožňovalo vyhnout se tak odúmrti. Práva na další část svého majetku převedl na bratry Beneše a Ludvíka z Vejtmile. 
Poslední zmínka o Prockovi je z března 1478. Zemřel někdy v roce 1478 či 1479.